# Sokkenbuurt
De Sokkenbuurt is een buurt in het Nederlandse dorp Ugchelen bestaande uit ongeveer 100 woningen.

## Naam en geschiedenis

### De Sokkenbuurt tot 1974
De naam van de Sokkenbuurt is ontstaan in de periode voor de bouw van de huidige buurt. De naam werd gegeven aan de buurt bestaande uit de Groen van Prinstererlaan en de Karhulweg. De Karhulweg liep van de Richtersweg rechtstreeks naar de Groen van Prinstererlaan. De Karhulweg is genoemd naar de Karhul, een lage heuvel tussen de Koudhoorn en de huidige Sokkenbuurt, waar tegenwoordig de Puttenstein loopt. De Groen van Prinstererlaan is in 1956 omgedoopt tot de Voorhoevelaan. De Groen van Prinstererlaan was vernoemd naar Guillaume Groen van Prinsterer. Langs de Karhulweg stonden voor 1975 een aantal kleine woningen zoals aan de karhulstraat nr 10 in 1968. De meeste zijn net voor 1974 afgebroken om ruimte te maken voor de nieuwbouw van de Sokkenbuurt. De Sokkenbuurt ligt aan de sprengkoppen van de Winkewijert.
Over de oorsprong van de naam gaan verschillende verhalen. Als meest waarschijnlijke wordt gezien dat de oorspronkelijke bewoners maar één paar sokken hadden, die elke dag werden gewassen en over de vensterbank te drogen werden gelegd waardoor deze voor iedereen zichtbaar waren.

### De Sokkenbuurt vanaf 1974
Halverwege de jaren 70 van de 20e eeuw publiceerde de gemeente Apeldoorn onteigeningsplannen voor de percelen gelegen in deze buurt en werden de meeste huizen in deze buurt, waarvan de straatnamen inmiddels omgedoopt waren tot Voorhoevestraat en Karhulstraat, afgebroken om plaats te maken voor de bouw van de huidige Sokkenbuurt.

## De Sok
De naamgever van de buurt, de sok, wordt nog steeds gebruikt als symbool van herkenbaarheid voor de buurt. Meest zichtbare hiervan is het in 2001 ter ere van het 25-jarig bestaan van de buurt geplaatste bronzen beeldhouwwerk van een sok op een sokkel, op de hoek van de Voorhoevestraat en de Karhulstraat. Dit beeld is ontworpen door de lokale kunstenaar Lex Quartel die ook het bronzen beeld De papierschepper heeft gemaakt dat eveneens in Ugchelen staat.
Hiernaast komt de sok ook terug in gebruiken binnen deze buurt. Zo krijgen nieuwe inwoners van de Sokkenbuurt als welkomstcadeau een door een andere buurtbewoner gemaakte sok en kent de buurt een zogenaamde ”Wisselsok", een gebreide rood/bontgekleurde sok die bij buurtfeesten wordt overgedragen aan de buurtbewoner, die namens dat huizentype, als "kar-trekker" en coördinator de organisatie van het volgende buurtfeest op zich mag nemen.

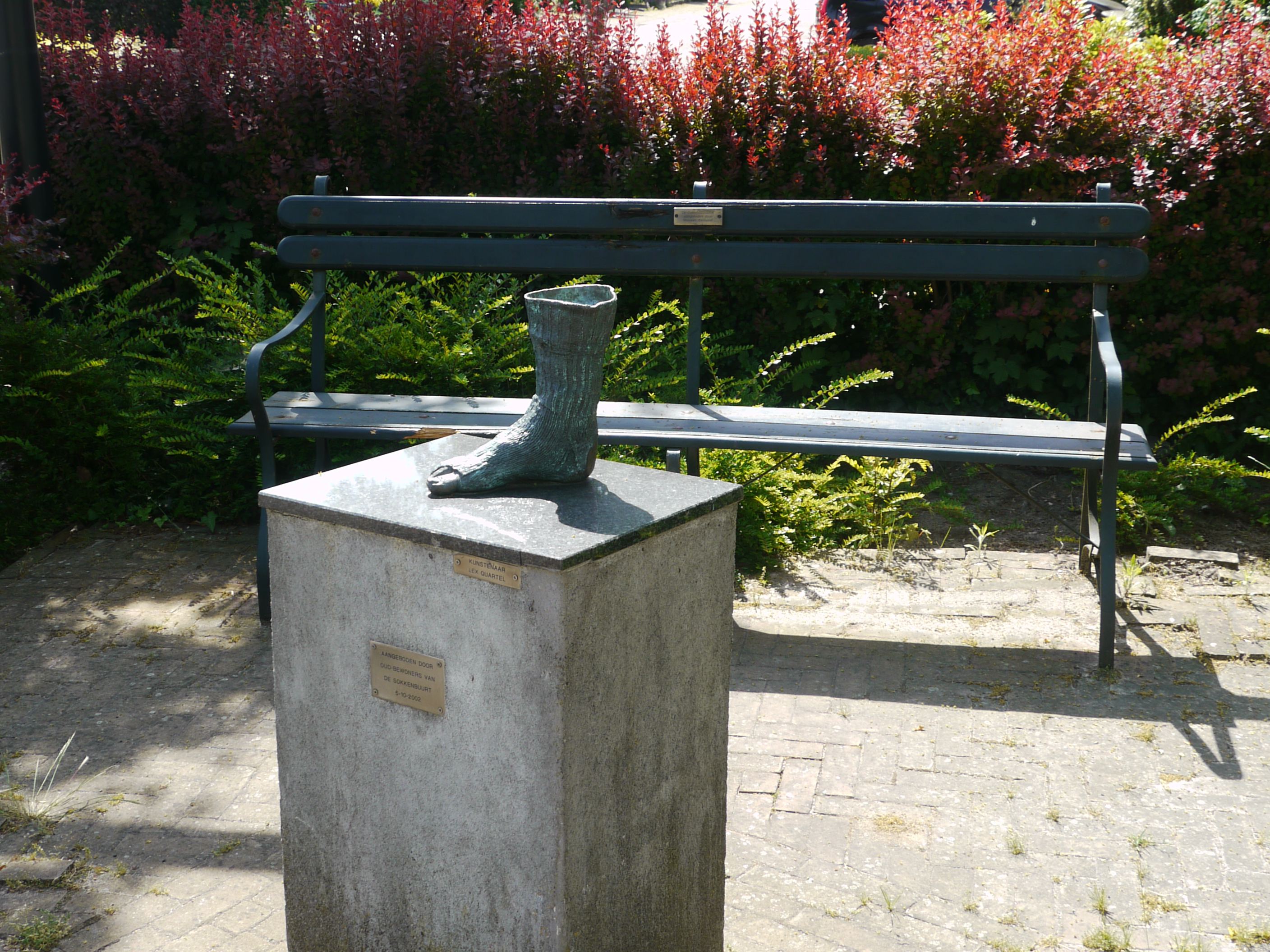
Standbeeld De sok van Lex Quartel
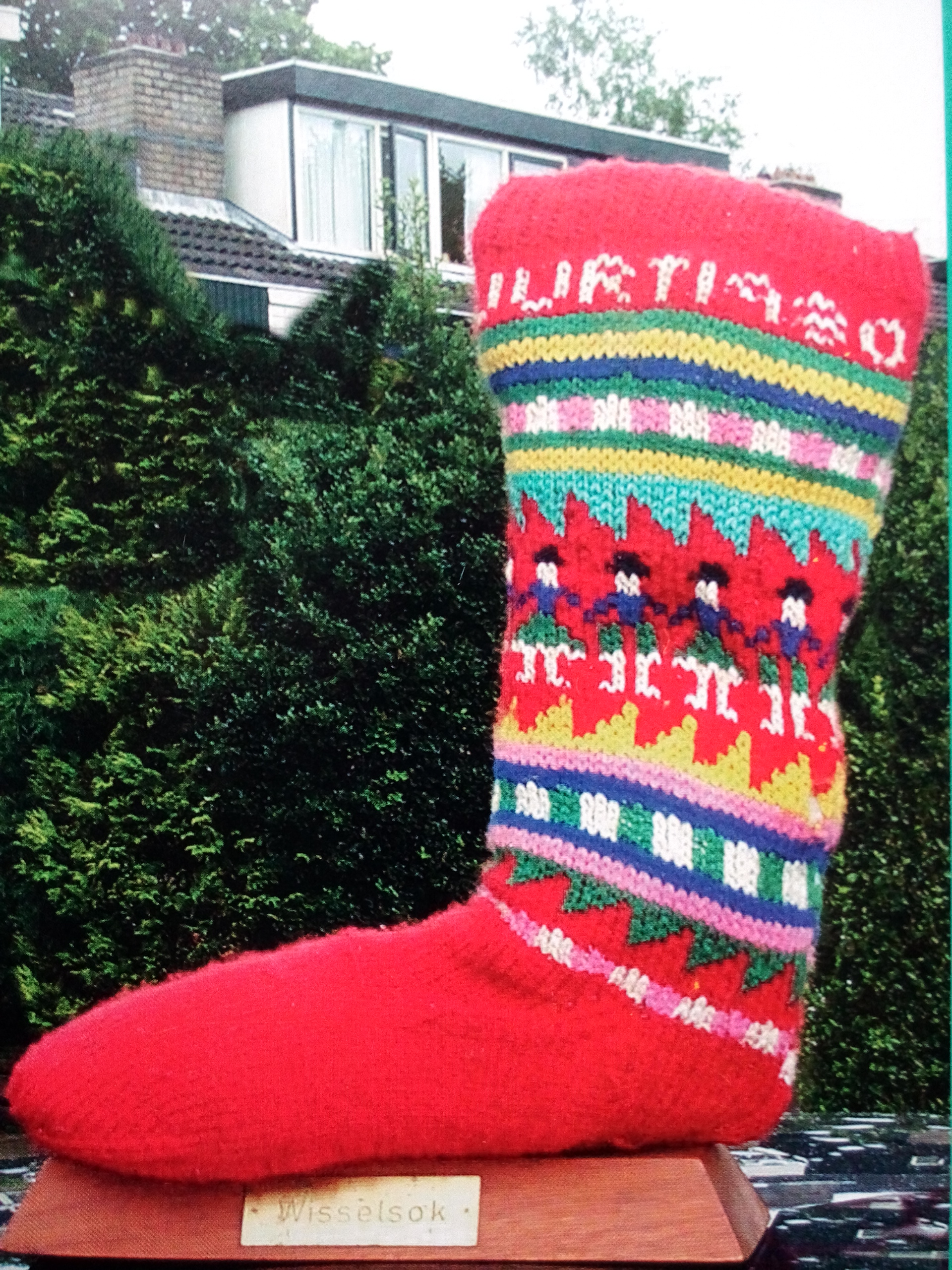
Wisselsok van de Sokkenbuurt

## Nr. 17
Op Karhulstraat nr. 17 staat de vlaggenmast van de Sokkenbuurt. Deze speciale plaats kreeg in het verleden nr. 17 omdat de oorspronkelijk geplande woning op deze plaats niet gebouwd kon worden. De nummering van de huizen verspringt hier van 15 naar 19. Overleden Sokkenbuurters verhuizen symbolisch naar nr. 17. De vlaggenmast wordt gebruikt met de Nationale driekleur wanneer daar aanleiding toe is. De witte eigen Sokkenbuurtvlag met Sokkenbuurtlogo wordt in top gehesen bij bijzondere gelegenheden in de buurt. De Sokkenbuurtvlag wordt halfstok gehesen op de dag dat iemand in de Sokkenbuurt overleden is, en op de dag van de uitvaart als eerbetoon aan de overleden buurtgenoot.

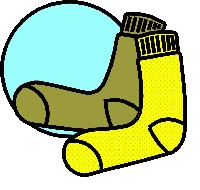
Logo van de Sokkenbuurt in Ugchelen
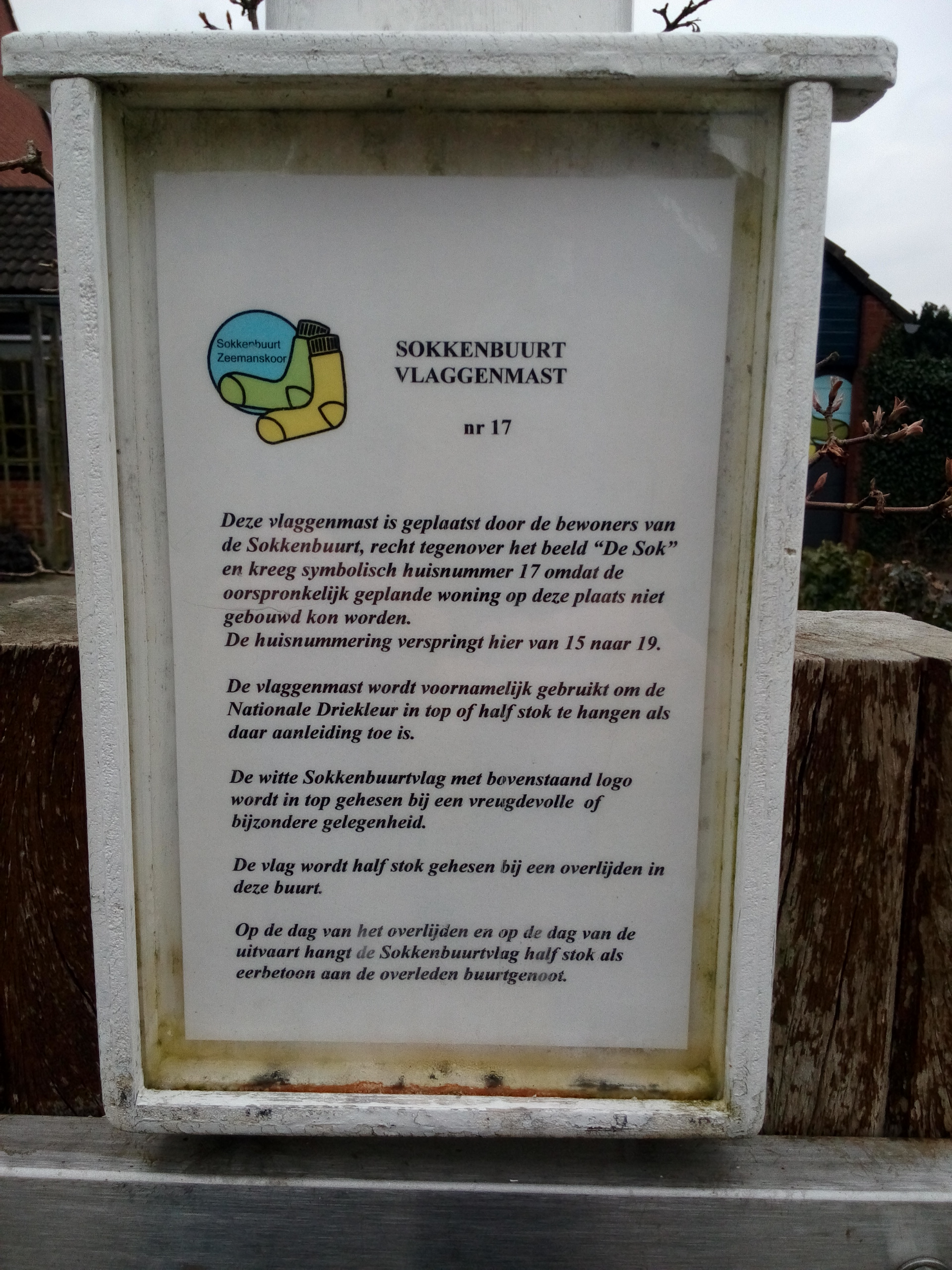
Karhulstraat nr. 17

## Sokkenbuurt Zeemanskoor
In 1998 besloot een tweetal bewoners van de Sokkenbuurt tot oprichting van een mannenkoor: het Sokkenbuurt Mannenkoor. Eind 2008 werd deze naam veranderd in Sokkenbuurt Zeemanskoor. Dit koor verzorgt optredens door heel Nederland. In 2014 won het koor tijdens een landelijk korenfestival de Gouden Zuidwester.

## Woningtypen
Naast enkele woningen van voor de jaren 70, waaronder het tot woonhuis omgebouwde voormalige pension “De Linde” uit 1938, bestaat de bebouwing van de Sokkenbuurt voornamelijk uit huizen gebouwd in 1976:
- De rode huizen, met houten (vroeger rode) betimmering aan de voorkant.
- De witte huizen, opgebouwd uit witte stenen, voornamelijk voorzien van carport. De bouw van de witte huizen en bouwfondshuizen is in maart 1976 gestart.
- De fabriekshallen, met een licht oplopend dak en met een eigen carport of garage
- De bouwfondshuizen

## De Burgemeester van de Sokkenbuurt
Sinds het begin van de huidige Sokkenbuurt kent de buurt een vaste bewoner die onder meer optreedt als vast aanspreekpunt bij 'lief en leed' binnen de leefgemeenschap van de buurt. Deze persoon wordt ‘burgemeester van de Sokkenbuurt' genoemd. Naast aanspreekpunt voert deze ‘burgemeester’ taken uit zoals:
- het organiseren van een jaarvergadering[12]
- het openen van buurtfeesten en het voorstellen van de nieuwe bewoners
- het geven van een troostrijke toespraak bij uitvaart van een Sokkenbuurter (indien gewenst).